# Malizia III-Seaexplorer
Pour Malizia II ou Seaexplorer-Yacht Club de Monaco, voir Malizia II.
Malizia III de son nom de baptême, Malizia-Seaexplorer ou Team Malizia de ses noms de course, est un voilier monocoque monégasque de course au large répondant aux normes de la classe Imoca, mis à l'eau le 19 juillet 2022. Il est conçu pour le Vendée Globe 2024, tour du monde en solitaire, mais participe également à  The Ocean Race 2023, tour du monde en équipage. Il est skippé par l'Allemand Boris Herrmann.

## Conception
Le 28 janvier 2021, Boris Herrmann termine le Vendée Globe à la barre de Seaexplorer-Yacht Club de Monaco, nom de course de Malizia II. Il est classé 5e.
Le 12 mai, le Team Malizia annonce qu'un nouvel Imoca destiné à Herrmann est déjà dans sa phase de conception. Le dessin est confié à VPLP Design, à Vannes. Herrmann veut un bateau qui soit « plus un 4 × 4 qu'une Ferrari », un bateau « conçu pour être marin, solide et passer la mer ».

## Construction
La construction se fait chez Multiplast, à Vannes. Deux entreprises allemandes sont impliquées : le chantier Greenboats, à Brême, qui produit des pièces en matériaux durables ; et Schütz, qui fournit le moule de pont et le matériau léger en nid d'abeilles utilisé dans la structure.
Malizia III de son nom de baptême, Malizia-Seaexplorer de son nom de course pour la Route du Rhum, l'Imoca est mis à l'eau le 19 juillet 2022 à Lorient,. Battant pavillon monégasque, il porte le numéro de voile 1297. Son port d'attache est Hambourg, où est basé le Team Malizia.
En cinq ans, le bateau doit participer à 18 courses, dans 15 pays, avec en point d'orgue The Ocean Race 2023 et le Vendée Globe 2024. Durant ces cinq années, les sept partenaires principaux du projet sont Hapag-Lloyd, Zurich Group Germany, MSC, EFG International, Schütz, Yacht Club de Monaco et Kuehne + Nagel.
Le mini-laboratoire de Malizia II est transféré sur le nouveau bateau. Il permet de collecter des données océanographiques, telles que les taux de dioxyde de carbone des eaux de surface.

## Caractéristiques

### Carène
Malizia II enfournait dans les vagues et s'arrêtait brutalement, ce qui lui faisait perdre en vitesse moyenne, en dépit de sa bonne vitesse de pointe. Herrmann veut un nouveau bateau robuste et fiable, mais doté d'un meilleur passage dans les vagues afin d'atteindre des vitesses moyennes plus élevées, même dans des conditions de mer difficiles. Pour cela, on modifie la carène. La forme de la coque est plus arrondie, « bananée ». L'étrave, en forme de cuiller, monte plus haut. « Nous avons choisi, dit Herrmann, des lignes de coque plus douces et plus rondes et une proue incurvée. Nous avons également rendu le bateau encore plus solide que le précédent […] En théorie, sur les mers plates, on devrait être moins rapides que les bateaux plats, très allongés. Mais, dans les mers du Sud, au Vendée Globe par exemple, c’est certain que cela nous aidera. »

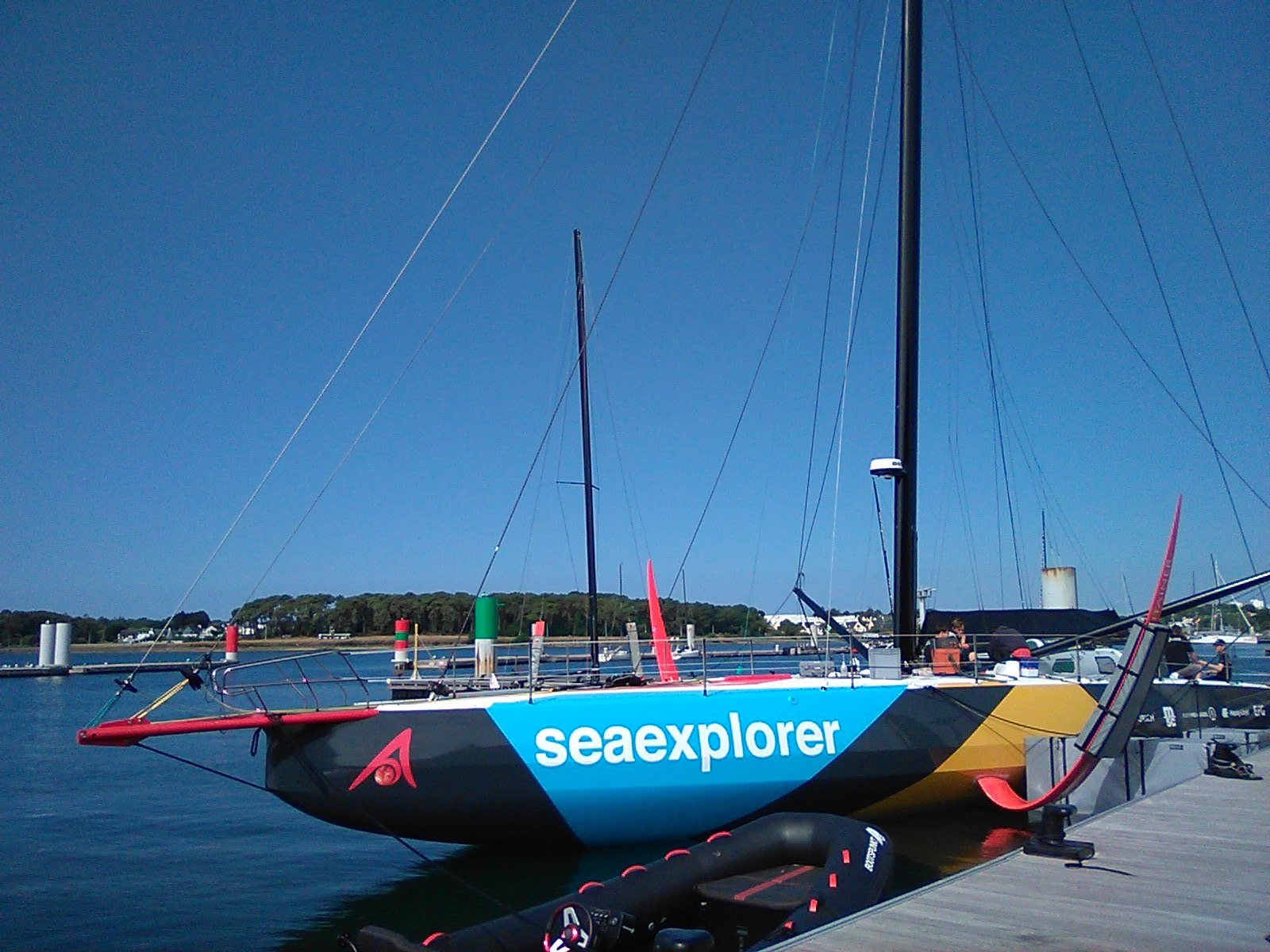
À Lorient, en juillet 2022.

Enfin, contrairement aux autres Imoca qui sont construits en sandwich, Malizia a une coque en stratifié massif, plus résistante aux coups violents, mais aussi plus lourde.

### Foils
Les foils version 1 sont en forme de chistera, un design adopté par la plupart des Imoca de nouvelle génération : « pointes longues et légèrement relevées à partir du coude, l'angle de la tige dans la coque ». Ceux de Malizia ont la particularité de n'avoir pas été fabriqués à la main, mais laminés par des robots, ce qui est un procédé tout nouveau. On espère obtenir ainsi de meilleurs stratifiés, plus homogènes.

### Plus de volume pour réussir les tests de retournement

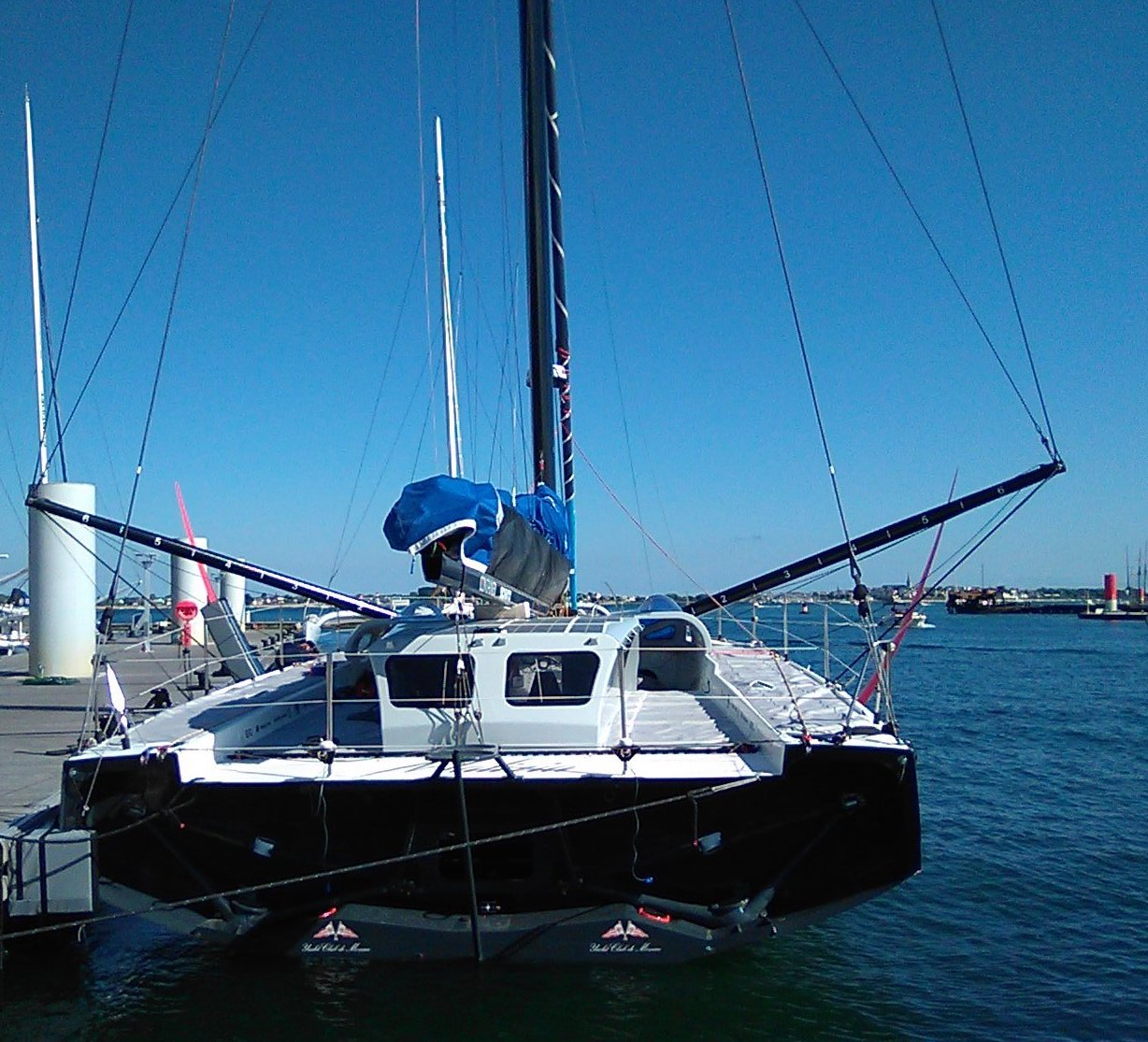
Au premier plan, le rouf arrière (la « cabane »). Au pied du mât, le rouf du cockpit, plus large, avec deux entrées.

C'est la tendance sur les Imoca de la nouvelle génération : la « casquette » qui protège le cockpit est parfois remplacée par un prolongement du rouf, presque entièrement fermé, jusqu'à l'arrière du bateau. Alex Thomson a ouvert la voie en 2019 avec le septième Hugo Boss, devenu Hublot. Des bateaux mis à l'eau en 2022 suivent son exemple : Holcim-PRB, le quatrième Initiatives-Cœur et Biotherm.
Malizia-Seaexplorer fait de même. Mais il tranche par une silhouette très originale : un franc-bord assez haut, un rouf aux vitres nombreuses, prolongé à l'arrière par un rouf plus étroit et assez haut, insolite superstructure que Herrmann appelle la « cabane » (vieux terme de marine, synonyme de cabine ),. « On n'a pas mis cette cabane pour le confort, explique le navigateur, on l'a mise pour réussir les tests de retournement […] Les foils étant de plus en plus lourds, il faut plus de volume pour pouvoir passer ces tests. Nous, on a résolu ce problème comme ça. »

### Aménagement intérieur
L'ergonomie et l'espace de vie ont été entièrement repensés. Les concepteurs se sont inspirés en partie de Hublot : le cockpit est juste derrière le mât ; et la zone de vie se trouve à l'arrière, dans la « cabane ». Le bateau étant destiné au Vendée Globe, le choix s'est porté sur un cockpit spacieux, avec beaucoup de vitres pour une visibilité optimale. Le navigateur en solitaire dispose d'une bannette juste à côté des winchs et de la colonne, comme sur les Ultime. En équipage, cet espace permet de travailler à plusieurs.
Herrmann ne juge pas contradictoire de courir The Ocean Race, course en équipage, sur un bateau conçu pour le Vendée Globe, course en solitaire : « De toutes façons, on a besoin d'autres marins que le skipper du Vendée Globe pour faire aboutir le bateau, pour le développer… Donc la plupart des grandes équipes ont plusieurs navigants […] Faire The Ocean Race, ça nous aidera beaucoup pour avoir un bateau fiable pour le Vendée Globe. »

## Courses

### Malizia-Seaexplorer. Route du Rhum 2022
En septembre 2022, Malizia-Seaexplorer termine 3e sur 4 dans les 48 Heures équipage du Défi Azimut.
En novembre, au 10e jour de la Route du Rhum, Herrmann rencontre, au niveau de la cale de foil, des soucis dus à un défaut du guide supérieur de l'appendice. Les boulons de la tête cèdent et les plaques latérales maintenant le foil se tordent. Ne pouvant réparer en mer, Herrmann préfère renoncer à utiliser ses foils. Il termine 24e sur 38 Imoca.

### Nouveaux foils

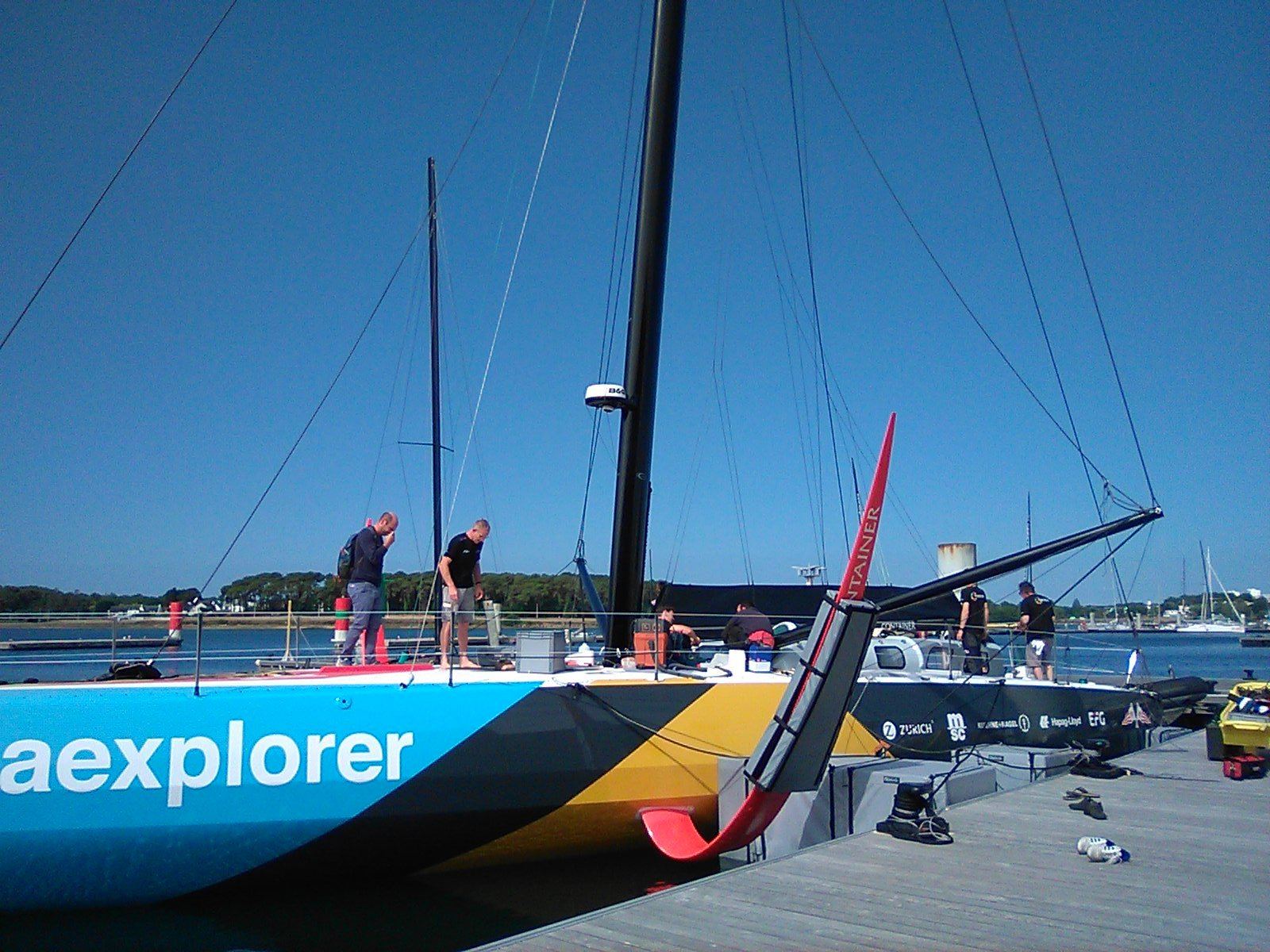
À Lorient, en juillet 2022. Foil version 1 VPLP, en forme de chistera.

À Pointe-à-Pitre, les équipiers remplacent les pièces métalliques défectueuses ou endommagées. Ils convoient ensuite Malizia III directement vers Alicante, où il doit prendre le départ de The Ocean Race 2022-2023, qu'il va disputer sous le nom de Team Malizia. Durant ce convoyage, Malizia connaît pour la première fois la vitesse, les vents puissants et la mer forte.

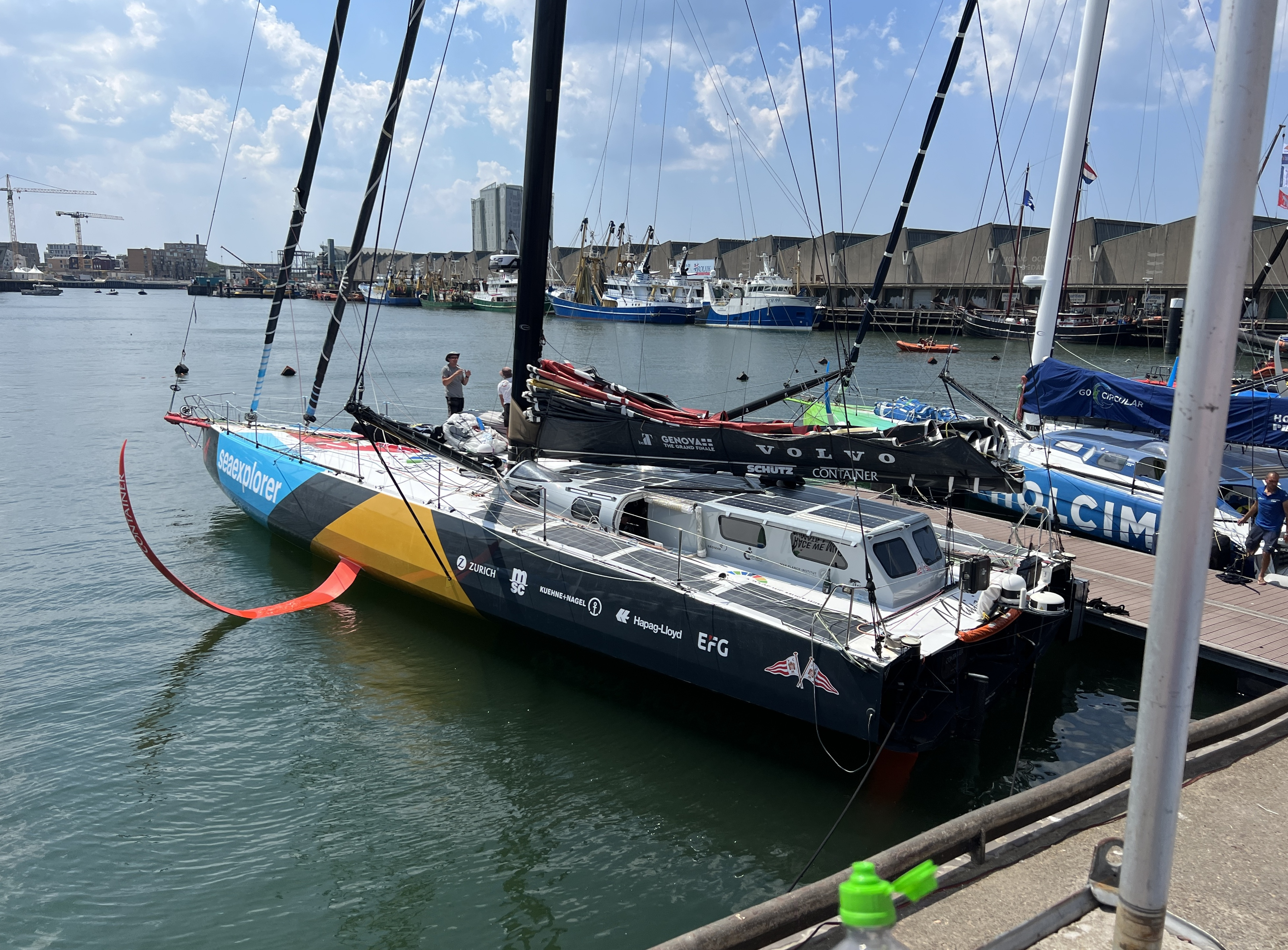
À La Haye, en juin 2023, dans The Ocean Race, avec les foils version 2 Manuard montés à Alicante. Ils sont incurvés en forme de C.

Le 15 décembre, à un mois du départ, lors d'une inspection par ultrasons, un grave problème de délaminage est détecté sur les deux foils. Le délai de fabrication est de six mois. Par chance, Avel Robotics, à Lorient, dispose d'une paire de foils destinée au futur Oceans Lab de Phil Sharp, qui ne sera mis à l'eau qu'en été. Ces foils sont posés sur Team Malizia sans nécessiter de trop longs travaux, bien qu'il faille adapter les roulements.
On ne sait dire quelle est l'origine de la dégradation. Est-elle due à la particularité de leur conception ? Est-elle due au défaut du guide supérieur du foil ?
Les nouveaux foils ne sont pas « en chistera », mais de forme très ronde, en C. Dessinés par Samuel Manuard, prévus à l'origine pour Oceans Lab, ils sont identiques à ceux du sister-ship de ce dernier, l'Initiatives-Cœur de Samantha Davies. Malizia est beaucoup plus lourd que ces deux bateaux. Mais les foils de Manuard vont lui donner toute satisfaction. L'équipage les trouve même plus performants dans certaines conditions : leur profil arrondi apporte de la stabilité au portant et convient mieux à une mer formée. « L'attitude en vol est maintenant nettement plus stable, et ce avec une vitesse finale au moins aussi élevée, mais on ne se retrouve sur les foils qu'un peu plus tard. »

### Team Malizia. The Ocean Race 2022-2023
Dans The Ocean Race 2022-2023, tour du monde par étapes et en équipage, les cinq bateaux engagés sont, pour la première fois, des Imoca. L'équipage de base de Team Malizia se compose du skipper Boris Herrmann, de Will Harris (skipper sur les étapes 2 et 4), du navigateur Nicolas Lunven et de Rosalin Kuiper. Des remplaçants interviennent sur certaines étapes : Axelle Pillain, Yann Eliès ou Christopher Pratt. 
Le 8 janvier 2023, Team Malizia remporte à Alicante la première régate portuaire. Le 21 janvier, il termine 3e de la première étape Alicante-Mindelo. Il y a un blessé à bord : Boris Herrmann a reçu de l'eau bouillante sur le pied. Les médecins lui déconseillent formellement de reprendre la mer tout de suite, par risque d'infection.
Dans la deuxième étape Mindelo-Le Cap, le commandement est confié à Will Harris ; et Yann Eliès, initialement prévu pour la quatrième étape, vient compléter l'équipage. La course se joue le dernier jour entre les quatre bateaux de tête, resserrés en moins de cinq milles dans une zone anticyclonique, à une trentaine de milles de l'arrivée. Team Malizia, le plus au sud, bénéficie d'une brise, et prend une avance de deux milles. Mais, lorsque les trois autres bateaux touchent du vent à leur tour, la position très sud de Team Malizia ne lui offre plus qu'un vent léger et un angle défavorable. Il termine 4e.

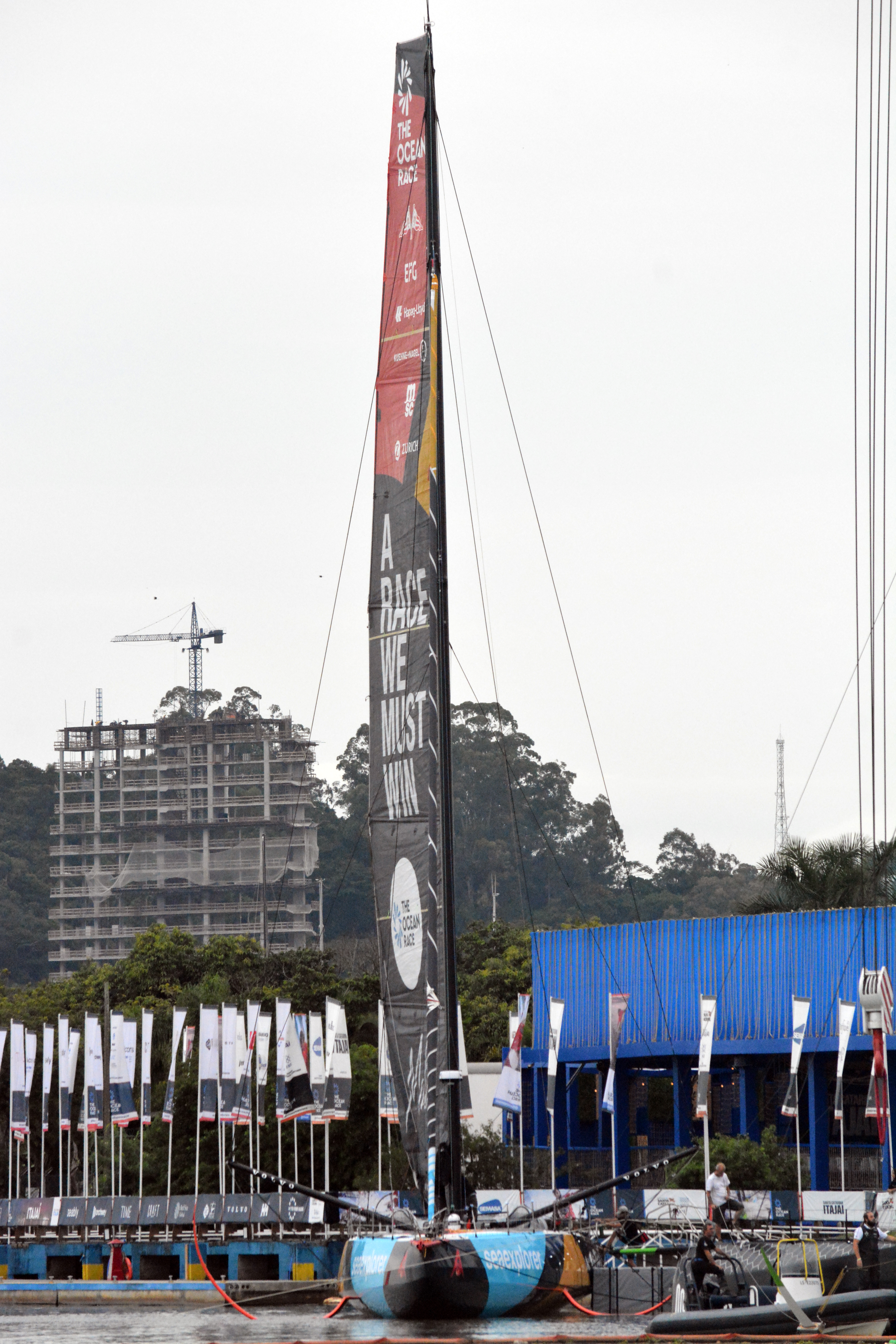
À Itajaí, dans The Ocean Race 2022-2023.

Dans la 3e étape Le Cap-Itajaí, le 28 février, une fissure de 30 cm est détectée en tête de mât, au-dessus du premier ris. Rosalin Kuiper et Will Harris se relaient plusieurs heures durant pour réparer. Le 12 mars, au passage du 143e méridien est, où des points sont attribués comme pour une arrivée d'étape, Malizia est 2e. Le 23, à 1 200 milles des côtes chiliennes, il prend la tête de la course. Le 23, Rosalin Kuiper est éjectée de sa bannette et se blesse à la tête. Le 27, Malizia double en tête le cap Horn. Tout au long de la remontée de l'Atlantique sud, Malizia et Holcim-PRB sont en lutte pour la première place. Le 31 mars, Holcim prend la tête. Les deux bateaux sont rejoints le même jour par une très dure dépression,,. Holcim est particulièrement malmené. Il doit céder la première place à Malizia, qui, le 2 avril, remporte l'étape. Malizia est à présent 2e au classement général. 
Pour la 4e étape Itajaí-Newport, Boris Herrmann laisse une nouvelle fois le commandement à Will Harris. Le Français Christopher Pratt complète l'équipage. Le départ est donné le 23 avril. L'étape est marquée par un duel entre 11th Hour Racing et Malizia, qui s'échangent la première place une douzaine de fois jusqu'à l'arrivée. Le 10 mai, c'est 11th Hour qui termine en tête. Malizia est 2e, à 10 milles du vainqueur. Les deux bateaux sont maintenant 2es ex aequo au classement général, derrière Holcim-PRB.
Le départ de la 5e étape Newport-Aarhus est donné le 21 mai. Les 24 et 25 mai, 11 Hour, Holcim et Malizia bénéficient, en avant d'un front, d'excellentes conditions de vitesse. Ils battent tour à tour le record de distance parcourue en 24 heures, en Imoca et en équipage, record établi par Holcim-PRB au cours de la troisième étape (595,26 milles). Le 25 mai, Holcim-PRB signe une nouvelle performance : 640,48 milles (homologué par le WSSR), soit une moyenne de 26,68 nœuds. Ce n'est plus un record des Imoca, mais le record absolu des monocoques,,. Le lendemain, Malizia fait mieux : 640,70 milles (distance retenue par le WSSR),. Mais ce dernier record reste officieux, car il faut un écart de plus d'un mille pour être homologué. Le record officiel reste donc celui d'Holcim-PRB. Team Malizia termine 3e de l'étape.

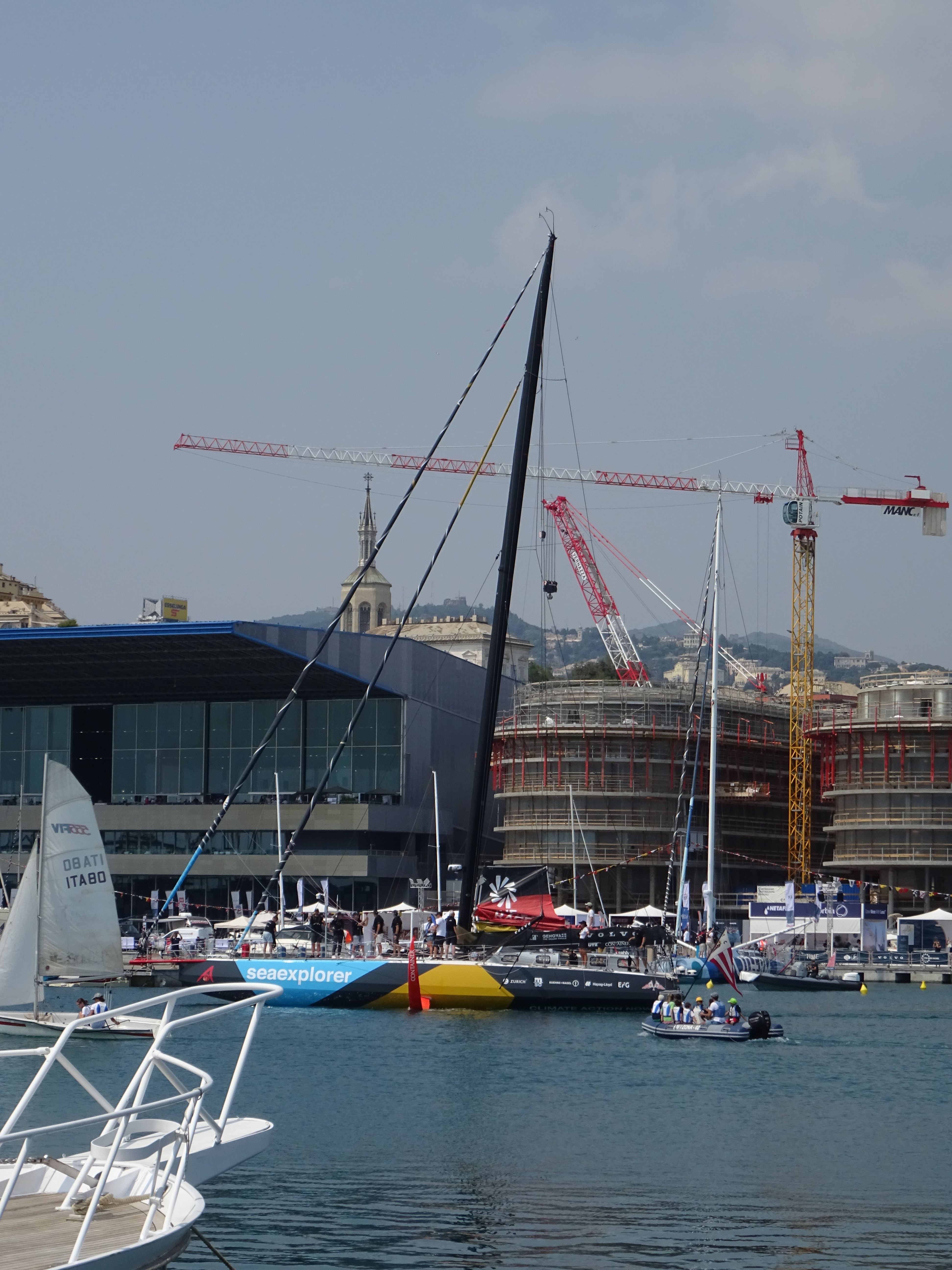
À Gênes, en juin 2023, le lendemain de sa victoire dans la 7e étape de The Ocean Race.

À l'arrivée de la 6e étape, à La Haye, Team Malizia est à nouveau 3e,.
Comme au Cap, la 7e et dernière étape La Haye-Gênes se joue à l'approche de l'arrivée. Dans la nuit du 26 au 27 juin, Holcim (1er), Biotherm (2e) et Malizia (3e, à 5 milles) se présentent groupés à l'entrée du golfe de Gênes. Les vents sont très légers. Malizia se sépare des deux autres bateaux pour aller chercher des petits airs au nord, le long de la côte italienne. À 26 milles de l'arrivée, il prend la tête. Biotherm s'est rapproché à son tour de la côte, mais trop tard. Malizia remporte l'étape et termine 3e du tour du monde.
Au terme de l'épreuve, Franck Cammas, équipier à bord d'11th Hour lors de la sixième étape, estime que Malizia a « beaucoup de qualités dans la mer au portant, grâce à sa carène avec du rocker à l'arrière qui permet de bien lever l'étrave quand il y en a besoin, mais moins de facilités à glisser au près et au portant quand il n'y a pas trop de vent ». L'architecte du bateau, Quentin Lucet, de VPLP, note que les conditions dans lesquelles Malizia « tire bien son épingle du jeu » sont les mers du sud (il a gagné la 3e étape) et les petits airs (il a gagné la dernière étape). « Il y a d’autres allures, ajoute Lucet, où il a des marges de progression, notamment le médium. Le dessin de la carène fonctionne très bien, il faut travailler les phases intermédiaires où le foil a plus d’importance. »

### Malizia-Seaexplorer. Fin de saison 2023
En septembre 2023, skippé par Boris Herrmann et Will Harris, Malizia-Seaexplorer termine 7e sur 33 dans les 48 Heures du Défi Azimut. En novembre, mené par le même duo, il se classe 7e sur 40 Imoca dans la Transat Jacques-Vabre. En décembre, dans le Retour à la Base Fort-de-France-Lorient, course en solitaire, Herrmann est 4e sur 32.

### Malizia-Seaexplorer. Début de saison 2024

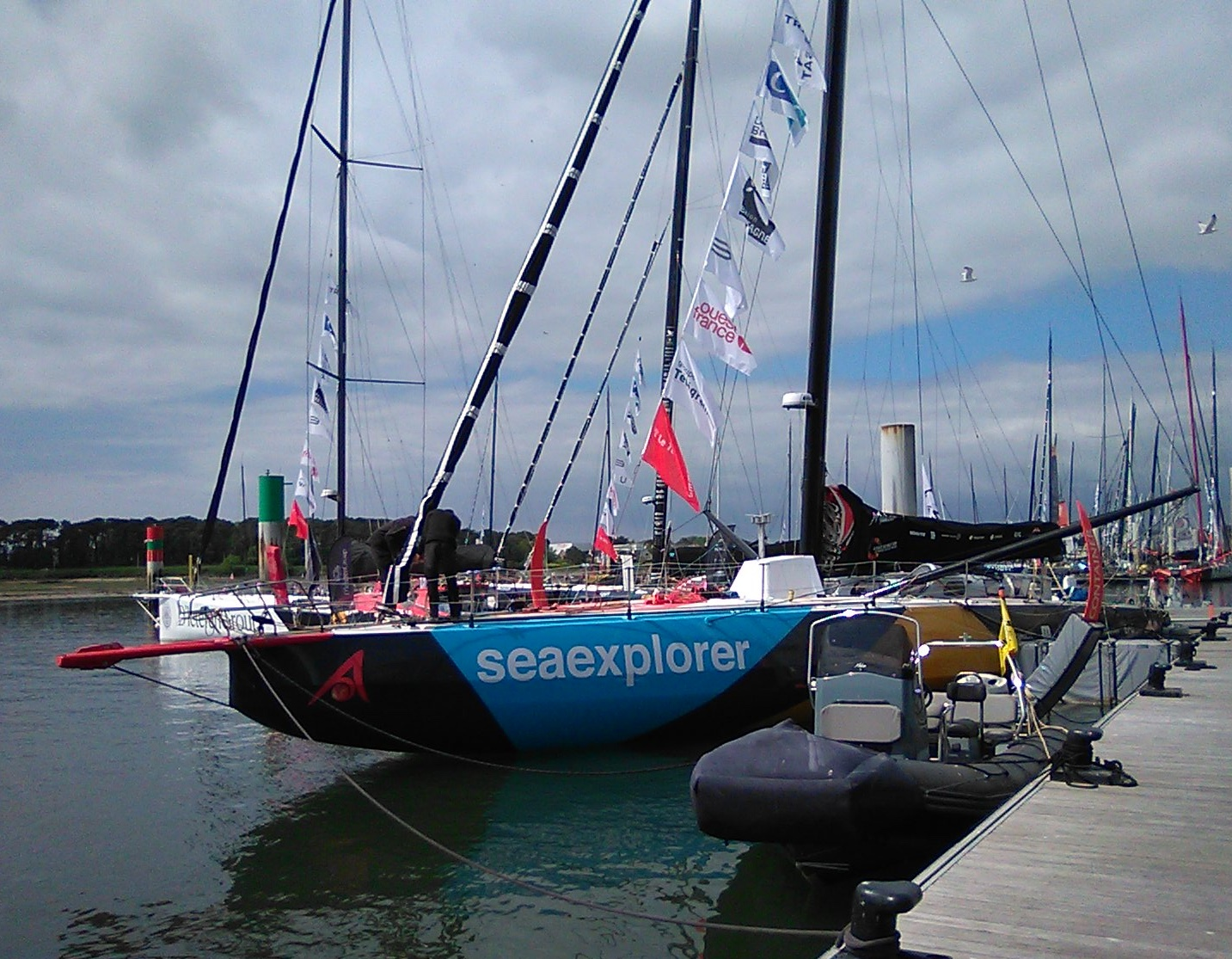
À Lorient, en avril 2024, trois jours avant le départ de The Transat. Foils version 3 Manuard.

Début 2024, durant le chantier d'hiver, l'ergonomie est repensée : bannette arrière plus confortable et nouveau siège de cockpit. Samuel Manuard a dessiné de nouveaux foils. Basés sur sa version 2, mais bel et bien conçus cette fois pour Malizia, ces foils version 3, au profil affiné, sont entièrement rétractables pour ne pas traîner dans l'eau. Le 25 mars, le bateau est remis à l'eau.
En mai, barré par Herrmann, il termine 2e sur 33 Imoca dans The Transat Lorient-New York,.
Le 29 mai, il prend le départ de la New York-Vendée-Les Sables-d'Olonne. La course se joue le 2 juin lorsque les bateaux tentent de franchir un front bordant un axe dépressionnaire qui se déplace vers l'est, par à-coups. Seuls les deux bateaux de tête arrivent à franchir l'obstacle : Malizia (1er) et le Macif santé prévoyance de Charlie Dalin (2e). Les autres concurrents restent bloqués dans une zone de vents faibles. Dalin continue vers l'est pour passer sous un anticyclone. Il suit une route directe qui lui fait affronter des vents contraires. Pour éviter d'être rattrapé par le front, Herrmann a pris de la vitesse en tirant vers le nord. À présent, s'il rejoint la route directe que suit Dalin, il sera 100 milles derrière son rival. Il opte alors pour un parti que les routages disent plus rapide. Il s'agit, pour éviter les vents contraires, de contourner l'anticyclone par le nord, jusqu'à la latitude de l'Écosse. Les fichiers météo font en effet miroiter une traversée facile de dorsale, puis des vents portants. Mais les prévisions sont inexactes. La dorsale s'est considérablement élargie, et Malizia met un temps infini à la franchir. Le 6 juin, les vents portants sont bien au rendez-vous. Mais Malizia a perdu trop de temps dans la dorsale, tandis que Macif, bénéficie en fin de parcours d'un vent de travers qui lui permet d'aller vite. Malizia arrive 2e aux Sables-d'Olonne le 10 juin, 17 heures après Macif.
Après deux deuxièmes places dans deux transatlantiques consécutives sans avarie notable, Herrmann tient à féliciter son équipe « qui a réussi à faire un bateau totalement fiable. Nous n’avons plus de problèmes techniques, les foils et les voiles contribuent aussi à gagner en performance. » Pour Franck Cammas, Malizia-Seaexplorer constitue « la grande surprise de l'année ». Non content de rester « le meilleur bateau au portant par vent fort », il est devenu « très polyvalent ».

### Malizia-Seaexplore. Saison 2025
Boris Herrmann participe au Vendée Globe 2024-2025 et s’y classe 12e. À son retour, il annonce l’arrivée de Cole Brauer dans l’équipe Malizia en tant que co-skipper et équipière ; ainsi que la participation de l’équipe à plusieurs courses dont la Course des Caps, l’Admiral's Cup et The Ocean Race Europe.

## Palmarès

### Skippé par Boris Herrmann
2022. Malizia-Seaexplorer
- 3e sur 4 dans les 48 Heures équipage du Défi Azimut[14]
- 24e sur 38 Imoca dans la Route du Rhum[16]

2023
- Team Malizia. 3e sur 5 dans The Ocean Race, course en équipage :
  - 3e de la 1re étape
  - 4e de la 2e étape, skippé par Will Harris
  - 1er de la 3e étape
  - 2e de la 4e étape, skippé par Will Harris
  - 3e de la 5e étape
  - 3e de la 6e étape
  - 1er de la 7e étape[7]
- Malizia-Seaexplorer :
  - 7e sur 33 dans les 48 Heures du Défi Azimut, en double avec Will Harris[53]
  - 7e sur 40 Imoca dans la Transat Jacques-Vabre, en double avec Will Harris[54]
  - 4e sur 32 du Retour à la Base[55]

2024. Malizia-Seaexplorer
- 2e sur 33 Imoca dans The Transat, en 8 j 9 h 12 min 31 s[57]
- 2e sur 28 de la New York-Vendée-Les Sables-d'Olonne, en 10 j 20 h 52 min 32 s[72]

2025. Malizia-Seaexplorer
- 12e sur 40 du Vendée Globe en 80 j 10 h 16 min 41 s[70]